# 岡田下村
岡田下村（おかだしもむら）は、京都府加佐郡にあった村。現在の舞鶴市大江町の南西部、由良川の両岸、国道175号の沿線にあたる。

## 地理
- 河川：由良川

## 歴史
- 1889年（明治22年）4月1日 - 町村制の施行により、志高村・久田美村・大川村の区域をもって発足。
- 1955年（昭和30年）4月20日 - 岡田上村・岡田中村・八雲村・神崎村と合併して加佐町が発足。同日岡田下村廃止。

## 交通

### 道路
- 国道175号